# Самитвју (Вашингтон)
Самитвју (енгл. Summitview) насељено је мјесто без административног статуса у америчкој савезној држави Вашингтон. Број становника био је 2.066 на попису 2020. године, што је драматичан пораст од 967 у односу на попис из 2010. године.
На основу прихода по глави становника, Самитвју рангира 18. од 522 области у држави Вашингтон. То је уједно и највиши ранг постигнут у округу Јакима. 

## Географија
Према Биро за попис становништва Сједињених Америчких Држава, насеље има укупну површину од 2,6 квадратних миља (6,7 km2), све то земљиште.

## Демографија
По попису из 2010. године број становника је 967, што је 67 (7,4%) становника више него 2000. године.
Од пописа [2] из 2000. године, било је 900 људи, 294 домаћинства и 256 породица које живе у насељу. Густина насељености била је 348,6 људи по квадратној миљи (134,7 / km2). Било је 308 стамбених јединица у просјечној густини од 119.3 / ск ми (46.1 / km2). Расни састав ЦДП-а био је 94,33% бијели, 0,33% Индијанци, 0,22% Пацифиц Исландер,3,33% из других раса и 1,78% из две или више раса. Хиспаноамериканци или Латиноамериканци било које расе били су 7,78% становништва.
Било је 294 домаћинстава, од којих је 45,9% имало дјецу млађу од 18 година која су живела са њима, 79,3% су били брачни парови који живе заједно, 5,4% је имало женског домаћина без мужа, а 12,9% су биле не-породице. 9,9 % свих домаћинстава чинили су појединци, а 2,7% је имало некога ко живи сам и који је имао 65 година или старији. Просјечна величина домаћинства била је 3,06, а просјечна величина породице 3,29. 
У Самитвјуу, старосна расподјела становништва показује 29,8% млађих од 18 година,6,4% од 18 до 24,27,0% од 25 до 44,26,6% од 45 до 64 године и 10,2% који су били старији од 65 година. Средња старост била је 40 година. На сваких 100 жена, било је 100,4 мушкараца. На сваких 100 жена старости 18 и више, било је 103.9 мушкараца.
Средњи приход за домаћинство у Самитвјуу био је 66,944 долара, а средњи приход за породицу био је 67,083 долара. Мушкарци су имали средњи приход од $ 48,036 у односу на $ 25,139 за жене. Приход по глави становника за Самитвју био је 36,301 долара. Око 2,8% породица и 2,6% становништва било је испод границе сиромаштва, укључујући ниједну од оних млађих од 18 година и 11,5% оних старијих од 65 година. 
| Група             | 2000.       | 2010.       |
| Бијелци           | 813 (90,3%) | 820 (84,8%) |
| Афроамериканци    | 0 (0,0%)    | 5 (0,5%)    |
| Азијати           | 0 (0,0%)    | 4 (0,4%)    |
| Хиспаноамериканци | 70 (7,8%)   | 109 (11,3%) |
| Укупно            | 900         | 967         |